# Osamu Šimomura
Osamu Šimomura (japonsky 下村 脩 Šimomura Osamu, 27. srpna 1928 ve Fukučijamě (Prefektura Kjóto) – 19. října 2018) byl japonský chemik, který se spolu s Martinem Chalfiem a Rogerem Tsienem stal držitelem Nobelovy ceny za chemii za rok 2008. Cena mu byla udělena „za objev a výzkum zeleného fluorescenčního proteinu“. Tato bílkovina byla získána z medúz a dnes se používá při mnoha biologických experimentech, neboť se díky svému světélkování se dá snadno identifikovat. Pomáhá např. sledovat vývoj nervových buněk v mozku nebo dělení buněk nádoru.

## Vyznamenání a ocenění
- Nobelova cena za chemii – 2008
- Řád kultury – Japonsko, 2008